# Patrycja Kulwińska
Patrycja Kulwińska (ur. 31 marca 1989 w Gdańsku) – polska piłkarka ręczna, obrotowa, od 2009 zawodniczka GTPR-u Gdynia. Reprezentantka i mistrzyni Polski (2012, 2017).

## Kariera sportowa
Wychowanka AZS AWF Gdańsk, z którym sięgnęła po wicemistrzostwo Polski w 2008. W styczniu 2009 przeszła do GTPR-u Gdynia, z którym dwukrotnie zdobyła mistrzostwo Polski (2012, 2017), raz wicemistrzostwo (2015), a czterokrotnie sięgnęła po brązowy medal mistrzostw kraju (2010, 2011, 2014, 2016). W sezonie 2011/2012, w którym zdobyła z gdyńskim zespołem pierwsze mistrzostwo kraju, rzuciła 135 bramek w 31 meczach. W sezonie 2016/2017, w którym zdobyła drugi złoty medal mistrzostw kraju, rzuciła 11 bramek w 10 meczach (przez część sezonu pauzowała ze względu na ciążę). W sezonie 2012/2013 była najskuteczniejszą zawodniczką GTPR-u w Superlidze – w 33 spotkaniach zdobyła 162 gole. Grając w gdyńskim zespole, występowała również w europejskich pucharach. Do końca sezonu 2016/2017 rzuciła pięć bramek w Pucharze EHF, 27 bramek w Challenge Cup i 34 bramki w Pucharze Zdobywców Pucharów.
W 2007 wystąpiła mistrzostwach Europy U-19 w Turcji, podczas których w sześciu meczach zdobyła 15 bramek.
W reprezentacji Polski zadebiutowała 16 października 2008 w towarzyskim meczu z Austrią. Podczas mistrzostw świata w Serbii (2013), w których Polska zajęła 4. miejsce, zdobyła 20 goli. Również w mistrzostwach świata w Danii (2015), które polska kadra ponownie zakończyła na 4. pozycji, rzuciła 20 bramek. W 2014 uczestniczyła w mistrzostwach Europy w Chorwacji i na Węgrzech.

## Sukcesy
GTPR Gdynia
- Mistrzostwo Polski: 2011/2012, 2016/2017
- Puchar Polski: 2013/2014, 2014/2015, 2015/2016

Reprezentacja Polski
- 4. miejsce w mistrzostwach świata: 2013, 2015